# بيتر جايلز
بيتر جايلز هو راكب الكنو كندي، ولد في 18 أبريل 1970 في لندن في كندا.

## وصلات خارجية
- بيتر جايلز على موقع أوليمبيديا (الإنجليزية)
- بيتر جايلز على موقع اللجنة الأولمبية الكندية (الإنجليزية)